# Polanski y el Ardor
Polanski y el Ardor (parfois orthographié Polansky y el Ardor, par exemple sur la pochette de leur unique album) est un groupe de punk rock espagnol, originaire de Madrid, et actif dans les années 1980 dans le contexte de la movida madrileña. Leur nom fait référence au réalisateur Roman Polanski. Le groupe est devenu l'un des principaux représentants du punk rock espagnol de l'époque. 

## Histoire
Le groupe est formé en 1981 par Víctor Manuel Muñoz Vázquez (guitare, chant), Max Piroles (guitare), Ramón Guzmán (basse) et Pejo (batterie). Víctor et Pejo décident bientôt de quitter leurs compagnons de groupe et Carlos Alvárez (saxophone) et Sebastián Durán (basse) rejoignent le groupe. En 1982, ils remportent le premier prix du IIe Concurso de Rock Madrid-Región, organisé par la Diputación Provincial de Madrid. Grâce à ce prix, ils signent un contrat avec le label Ariola. 
En 1983, Polanski y el Ardor sort son unique album, Chantaje emocional, sur son nouveau label. L'album est produit par Paco Trinidad. Deux singles sortent : Ataque preventivo de la URSS,, avec Ahora que mis sueños van cayendo uno por uno en face B, et Chantaje emocional, avec Cruzando el Rubicón en face B et un maxi-single : Bailando en el Alambre et Por las calles vacías en face B avec Chantaje emocional.
Le groupe entame une tournée en Espagne pour présenter l'album, qui durera jusqu'en 1984. Le label Ariola rejette les démos que le groupe a enregistrées avec Peter McNamee pour leur deuxième album, qui devait sortir en 1984. C'est pourquoi le groupe décide de mettre fin à ses activités au milieu de l'année. Le groupe s'étant séparé, Musicra Records publie un album-hommage à l'émission de radio Esto no es Hawaii en 1984, qui comprenait deux chansons de Polanski y el Ardor : une première reprise de Ataque preventivo de la URSS intitulée El Preventivo et une chanson inédite, La Noche.
En 2006, Recordings from the Other Side, un sous-label d'Everlasting Records, publie une compilation de deux CD et d'un DVD qui, sous le titre Bailando en el alambre, comprenait toutes sortes de matériel du groupe : leurs chansons publiées, des enregistrements dans la salle de répétition, les démos de ce qui devait être un nouvel album, des chansons en direct, ainsi que quelques performances enregistrées sur vidéo.

## Style musical
Leur style musical pourrait être classé dans le rock psychédélique et le post-punk. Et avec une touche différente donnée par la présence d'un saxophone. Leurs textes sont tantôt ironiques, tantôt absurdes. Polanski y el Ardor réussit à attirer l'attention du label Spansuls Records, avec lequel ils maintiennent le contact et pour lequel ils enregistrent quelques démos qui sortent fin 1982 sur un maxi-single intitulé Ataque preventivo de la URSS, qui sera finalement le plus grand succès du groupe, et qui comprend également Y no usa laca et Chantaje emocional.

## Membres
- Víctor Manuel Muñoz Vázquez — chant, guitare électrique
- Sebastián Durán Limas — guitare basse
- Pejo — batterie
- Carlos Álvarez Coto — saxophone, claviers

## Discographie

### Albums studio
- 1983 : Chantaje emocional

### EP
- 1982 : Ataque preventivo de la URSS (Spansuls Records)
- 1984 : Bailando en el alambre

### Compilation
- 2006 : Bailando en el alambre